# Max-Pechstein-Preis
Der Max-Pechstein-Preis ist ein internationaler Kunstpreis für Malerei, Grafik, Plastik und künstlerische Projekte, der alle zwei Jahre von der Stadt Zwickau verliehen wird.

## Geschichte
Die Stiftung des Preises erfolgte 1947 auf Initiative von Karl-Heinz Schuster im Einvernehmen mit Max Pechstein. Er trug anfangs den Namen Kunstpreis der Stadt Zwickau – Max Pechstein und wurde erstmals anlässlich der Verleihung der Ehrenbürgerschaft an Pechstein vergeben. Nach dem Wunsch Pechsteins war die Auszeichnung zunächst ein reiner Förderpreis für junge Künstler.  
Später wurde „jeder im Verband Bildender Künstler anerkannte Maler, Grafiker und Bildhauer und jeder Kunststudent, der in der Stadt Zwickau geboren oder seit mindestens einem Jahr im Verwaltungsbezirke Chemnitz ansässig ist“ zur Bewerbung zugelassen. Die Satzung vergab das Städtische Museum Zwickau.
Von 1963 bis 1984 musste die Stadt Zwickau zugunsten des Kunstpreises des Bezirkes Karl-Marx-Stadt auf die Vergabe verzichten. Seit 1995 wird die Förderung junger Künstler wieder mehr in den Vordergrund gerückt und der Preis erstmals auch ausdrücklich als Förderpreis vergeben. Damit kann wieder (lt. Selbstdarstellung) der „Focus auf junge Künstler und deren noch nicht allgemein akzeptierte Werke“ gerichtet werden, ganz im Sinne des Mitbegründers Pechstein. 

## Modalitäten
Die Verleihung des Preises erfolgt im Abstand von zwei Jahren, und zwar zweimal hintereinander als Förderpreis für junge Künstler oder Künstlergruppen (in der Regel bis 30 Jahre, im Ausnahmefall bis max. 35 Jahre) und einmal (im jeweils sechsten Jahr) als Ehrenpreis für das Gesamtwerk eines profilierten Künstlers der Gegenwart. Es erfolgt keine Beschränkung auf ein künstlerisches Genre oder ein Thema. Die Auszeichnung können Künstler erhalten, die im deutschsprachigen Raum leben, die Nationalität spielt keine Rolle. Die Auswahl des Preisträgers erfolgt durch eine Jury. Die Dotierung beträgt 5.000 Euro als Förderpreis, 3.000 Euro als Stipendium und 10.000 Euro als Ehrenpreis. Die Preisträger erhalten anlässlich der Preisverleihung zusätzlich eine Ausstellung in den Kunstsammlungen Zwickau.

## Preisträger
- 1947: Helmut Lang
- 1948: Karl Richter
- 1950: Heinz Fleischer, Erich Schulz
- 1952: Edgar Klier
- 1953: Günter Gera, Eugen Bruders, Erich Schulz
- 1954: Karl Heinz Jakob, Ernst Hecker
- 1955: Heinz Tetzner, Ernst Hecker, Erika Klier
- 1956: Ernst Hecker, Edgar Klier
- 1957: Heinz Lanzendorf, Johannes Ignaz Kohler, Werner Wittig
- 1958: Gerhard Schmidt, Lothar Friedrich, Gottfried Körner, Berthold Dietz
- 1959: Klaus Matthäi, Hans Eickworth, Werner Wittig
- 1960: Paul Schmidt-Roller, Rudolf Franz, Hans Eickworth
- 1961: Klaus Matthäi, Erika Klier, Albert Schwarz
- 1962: Käte Walter, Bruno Konrad, Herbert Pilz
- 1963 bis 1984: keine Vergabe
- 1985: Karl Heinz Jakob
- 1987: Fritz Böhme, Heinz Tetzner
- 1989: Carlfriedrich Claus, Carl-Heinz Westenburger
- 1991: Albert Hennig
- 1993: Alfred Hrdlicka (Ehrenpreis)
- 1995: Yana Milev (Förderpreis)
- 1997: Adam Page, Johannes Spehr (Förderpreis)
- 1999: Lothar-Günther Buchheim (Ehrenpreis)
- 2001: Tilo Schulz (Förderpreis)
- 2003: Florian Hecker (Förderpreis)
- 2005: Arno Rink (Ehrenpreis)
- 2007: Luka Fineisen (Förderpreis), Alexander Schellow (Stipendium)
- 2009: Jacqueline Jurt (Förderpreis), Sebastian Kuhn (Stipendium)
- 2011: Klaus Staeck (Ehrenpreis)
- 2013: Luise Schröder (Förderpreis), Arne Schmitt (Stipendium)[2]
- 2015: Maria Anisimowa (Förderpreis), Jeronimo Voss (Stipendium)[3]
- 2017: Hartwig Ebersbach (Ehrenpreis)[4]
- 2019: Henrike Naumann (Förderpreis), Annika Kahrs (Stipendium)[5]
- 2021: Jumana Manna (Förderpreis), Maja Behrmann (Stipendium)[6]
- 2023: Doris Ziegler (Ehrenpreis)[7]